# Vlado Martek
Vlado Martek (* 1951 in Zagreb, Kroatien) ist ein kroatischer Künstler, der sich mit dem Visualisieren des geschriebenen Wortes auseinandersetzt. In seinen Werken arbeitet er mit Gedichten, manchmal nur mit deren Fragmenten, die er mit Hilfe von Wandbildern, Graffiti, Drucken, Zeichnungen, Skizzen, Collagen, Aktionen und Agitationen, Grafiken und Künstlerbüchern in Szene setzt. Zurzeit lebt Vlado Martek in Zagreb, wo er neben seiner künstlerischen Tätigkeit seit 1979 auch als Bibliothekar tätig ist.

## Leben und Werk
Vlado Martek studierte Literaturwissenschaften und Philosophie an der Universität Zagreb. Bald suchte Martek neben der Poesie andere Ausdrucksmittel und ging 1974 in die Öffentlichkeit. Mit dem Fotografen Željko Jerman und dem damaligen Kunststudenten Boris Demur plakatierte er die Unterführung einer bekannten Hauptverkehrsstraße Zagrebs großformatigen Bildern. Unter diese legte er erstmals eines seiner Gedichte mit großen Buchstaben in Posterformat an.
Ein Jahr später gründete er mit Mladen Stilinović, Sven Stilinović, Fedor Vučemilović, Boris Demur und Željko Jerman die Aktionsgruppe Group of Six Artists (Grupa šestorice autora). Bis ins Jahr 1979 veranstaltete die Künstlervereinigung in den Straßen Zagrebs über 20 Aktionen.
Als Basis dienen Martek das Spannungsfeld gespeist aus Philosophie, Poesie und bildender Kunst. In seinen Werken negiert und konstruiert er die Worte zur Verbildlichung der Realität zwischen den Zeilen. Die daraus resultierende Reduktion und Konzentration der Poesie beschreibt er selbst als Präpoesie („Pre-poetry“). Hier vereinigen sich seine Interessen von der Linguistik über Psychologie zur Anthropologie und Anthroposophie hin. Martek beschreibt es wie folgt: „Pre-poetry is controlling, an evasion into space before writing, controlling my head, my motives as to why I write, my responsibility, a tidying up before I write a poem. In that sense it is a provacation in language, by destruction but also construction.“ Dabei bedient sich Martek einem weiten Spektrum an Medien und Materialien um kritisch, humorvoll und analytisch gesellschaftliche Strukturen zu hinterfragen und darzustellen.

## Einzelausstellungen (Auswahl)
(Quelle:)
- 2012: The Power of Support / Die Kraft des Untergrunds, Aanant & Zoo, Berlin
- 2011: Lisez Mallarmé, Galerie Frank Elbaz, Paris
- 2010: Poetry in Action, Galerie P – 74, Ljubljana & Gallery Kraljević, Zagreb
- 2008: Retrospective, Modern Gallery, Zagreb
- 2004: Small Exhibiton, Mala Galerija, Museum of Modern Art, Ljubljana
- 1998: Samizdats, City Library, Zagreb
- 1996: Troubles with the Content, Galerie Zvonimir, Zagreb; Troubles with Ethics, Š-O-U-Galerija Kapelica, Ljubljana
- 1988: Arbeiten auf Papier, Galerie Ingird Dacić, Tübingen
- 1985: Vlado Martek – Hermafroditski bojevnik, Galerija Skuc, Ljubljana
- 1984: Vlado Martek, Galerija Skuc, Ljubljana
- 1982: (Pre)poetry environment, Studio Gallery of Contemporary Art, Zagreb
- 1980: Book-Work (with Mladen Stilinovic), Galerie Studentskog centra, Zagreb
- 1979: Elementary processes in poetry, Podroom, Zagreb

## Gruppenausstellungen (Auswahl)
(Quelle:)
- 2012: The Present and Presence, Moderna Galerija, Ljubljana
- 2011: MULTIPLIZIEREN IST MENSCHLICH, Edition Block, Berlin
- 2010: You Are Kindly Invited To Attend, Aanant & Zoo, Berlin
- 2009: Who killed the Painting?, Neues Museum Weserburg Bremen, Bremen
- 2005: Collective Creativity, Kunsthalle Fridericianum, Kassel
- 2003: In den Schluchten des Balkan, Kunsthalle Fridericianum, Kassel
- 2002: In Search of Balkania, Neue Galerie, Graz
- 2000: Chinese Whispers, Apex Art Gallery, New York
- 1999: Aspekte / Positionen, Museum Moderner Kunst SLW, Wien
- 1993: The Horse who Sings, Museum of Contemporary Art, Sydney
- 1990: Zeichen im Fluss, Museum des 20. Jahrhunderts, Wien
- 1976: Confrontation, Gallery of Contemporary Art, Zagreb